# Can Riera (Premià de Dalt)
Can Riera és una masia barroca de Premià de Dalt (Maresme) protegida com a bé cultural d'interès local.

## Descripció
Edifici civil. Gran casa pairal formada per una planta baixa, un pis i unes golfes. Coberta per una teulada de quatre vessants amb el carener paral·lela a la façana. Interiorment la casa consta de cinc cossos perpendiculars a la façana i un cos longitudinal a la part posterior de l'edifici, el celler, que no té continuïtat a l'altura de les golfes. La composició de la façana, lleugerament modificada, és interessant: les finestres originals presenten les llindes, brancals i ampits treballats amb carreus de pedra, igual que els angles de l'edifici i el portal amb arc escarser. Cal destacar les obertures de les golfes, en forma d'ull de bou ovalats, típics del període barroc, alguns d'ells modificats i substituïts per finestres que malmeten l'antiga estructuració de l'exterior de l'edifici.
A l'interior destaca l'estrella mostrejada de l'escala, utilitzada com a gelosia.

## Història
Existeix força documentació pel que fa a la història de Can Riera. El 1758, un fill de la casa, franciscà, fa un recull de documents importants. Així sabem que el primer document conservat és el de compra d'unes terres per part de Bernat de Riera l'any 1334 i que des d'aleshores hi ha hagut conc generacions amb el nom familiar de riera.
Possiblement l'actual casa fou construïda sobre una construcció anterior.